# Herniaria scabrida
Herniaria scabrida är en nejlikväxtart. Herniaria scabrida ingår i släktet knytlingar, och familjen nejlikväxter.

## Underarter
Arten delas in i följande underarter:
- H. s. guadarramica
- H. s. scabrida